# Senado de 1812 (Chile)
El Senado de 1812 o Primer Senado de Chile fue una asamblea legislativa Unicameral creada durante el proceso de independencia de Chile, compuesta por siete miembros, que trabajó entre el 10 de noviembre de 1812 y enero de 1814.
Su origen y reglamentación está dada por el Reglamento Constitucional Provisorio de 1812, promulgado por José Miguel Carrera y elaborado con una importante participación del cónsul estadounidense Robert Poinsett.
Sus siete miembros representarían a las tres provincias, dos por representantes para Coquimbo y Concepción y tres por Santiago. Los miembros fueron designados por José Miguel Carrera.
Fue reemplazado por el Senado Consultivo creado por el Reglamento para el Gobierno Provisorio de 1814.

## Atribuciones del Senado de 1812
- Habrá un Senado compuesto de siete individuos, de los cuales el uno será Presidente, turnándose por cuatrimestres, y otro Secretario. Se renovará cada tres años, en la misma forma que los vocales de la junta. Sin su dictamen no podrá el Gobierno resolver en los grandes negocios que interesen la seguridad de la Patria; y siempre que lo intente, ningún ciudadano armado o de cualquiera clase deberán auxiliarlo ni obedecerle, y el que contraviniere, será tratado como reo de Estado. Serán reelegibles.[1]

- Por negocios graves se entiende: imponer contribuciones; declarar la guerra; hacer la paz; acuñar moneda; establecer alianzas y tratados de comercio; nombrar enviados; trasladar tropas, levantarlas de nuevo; decidir las desavenencias de las provincias entre sí, o con las que están fuera del territorio; proveer los empleos de Gobernadores y jefes de todas clases; dar patentes de corso; emprender obras; crear nuevas autoridades; entablar relaciones exteriores; y alterar este Reglamento; y las facultades que no le están expresamente declaradas en esta Constitución, quedan reservadas al pueblo soberano.[1]

- El Senado se juntará por lo menos dos veces en la semana, o diariamente si las circunstancias lo exigieren. Estará exento de la autoridad del Gobierno en el ejercicio de sus funciones.[1]

- A la erección del Senado se procederá en el día por suscripción, como para la elección de los vocales del Gobierno. El Senado será representativo; correspondiendo dos a cada una de las provincias de Concepción y Coquimbo, y tres a la de Santiago. Por ahora los electos son suplentes.[1]

- El Senado residenciará a los vocales de la junta, y los juzgará en unión del Tribunal de Apelaciones. Cualquiera del pueblo podrá acusarlos por traición, cohecho y otros altos crímenes; de los que siendo convencidos, los removerá el mismo Senado, y los entregará a la justicia ordinaria para que los castigue según las leyes. Promoverá la reunión del Congreso. Tres Senadores reunidos formarán el Senado. Llevará diarios de los negocios que se traten y de sus resoluciones, en inteligencia que han de ser responsables de su conducta.[1]

## Miembros del Senado de 1812

### Senadores propietarios
| Diputado propietarios        |
| ---------------------------- |
| Pedro Vivar y Azúa           |
| Camilo Henríquez             |
| Juan Egaña                   |
| José Nicolás de la Cerda     |
| Francisco Ruiz-Tagle         |
| Manuel Antonio Araoz Carrera |
| José Gaspar Marín            |

### Senadores suplentes
| Diputado suplentes         | Notas                                |
| -------------------------- | ------------------------------------ |
| Ramón Errázuriz            | Suplente para cualquier evento       |
| Joaquín Gandarillas        | Suplente para cualquier evento       |
| Joaquín Echeverría Larraìn | Suplente solo para José Gaspar Marín |

### Presidentes del Senado
| Presidente | Presidente           | Periodo                                       |
| ---------- | -------------------- | --------------------------------------------- |
|            | Pedro Vivar y Azúa   | 10 de noviembre de 1812 - 10 de marzo de 1813 |
|            | Camilo Henríquez     | 10 de marzo de 1813 - 10 de julio de 1813     |
|            | Juan Egaña           | 10 de julio de 1813 - 10 de diciembre de 1813 |
|            | Francisco Ruiz-Tagle | 10 de diciembre de 1813 - enero de 1814       |